# Khroustaliov, ma voiture !
Pour plus de détails, voir Fiche technique et Distribution.
Khroustaliov, ma voiture ! ou Khroustaliov, les clés de ma voiture ! (Хрусталёв, машину!, Khroustaliov, machinou !) est une comédie dramatique franco-russe réalisé par Alekseï Guerman, sorti en 1998,. En 1999, le film reçut cinq prix Nika et trois prix de la Guilde des historiens et critiques de cinéma de Moscou. Il a également été sélectionné pour plusieurs festivals cinématographiques notamment celui de Cannes,.

## Fiche technique
- Titre : Khroustaliov, ma voiture !
- Titre original : Хрусталёв, машину!, Khroustaliov, machinou!
- Réalisation : Alekseï Guerman
- Scénario : Alekseï Guerman d'après Joseph Brodsky
- Caméraman : Vladimir Iliyn
- Compositeur : Andreï Petrov
- Pays de production :  Russie -  France
- Format : Noir et blanc - 1,37:1 - 35 mm
- Genre : Comédie dramatique
- Durée : 150 minutes
- Date de sortie : 1998

## Distribution
- Youri Tsourilo : général Iouri Klenski
- Nina Rouslanova : femme de Klenski
- Jüri Järvet Jr: reporter finlandais
- Mikhaïl Dementiev : fils du général
- Alexandre Bachirov : Fedia Aramychev, idiot
- Alexeï Jarkov : fonctionnaire du ministère de l'Intérieur
- Natalia Lvova :
- Alexandre Lykov : chauffeur
- Sergueï Diatchkov : aspirant
- Ivan Matskevitch : sosie du général
- Viktor Mikhaïlov : chauffeur du général
- Paulina Miasnikova : mère du général
- Nijole Narmontaite : Sonia
- Youri Nifontov : Tolik
- Olga Samochina : enseignante amoureuse
- Tamara Serkova :
- Henrietta Yanovskaïa : sœur du général
- Konstantin Vorobiov : garde du général